# 황야의 TV맨
《황야의 TV맨》(일본어: 荒野のテレビマン)는 일본의 후지 TV에서 1987년 11월 16일부터 12월 21일까지 매주 월요일 오후 9시부터 9시 54분까지 방영한 드라마로 총 6화로 구성되었다.

## 주연 배우
- 히가시야마 노리유키
- 사카구치 료코
- 우에키 히토시
- 하라다 요시오
- 타케나카 나오토
- 야마구치 료이치
- 이시다 슌이치
- 키시베 시로
- 사노 시로
- 미즈시마 유코